# Forgách utca (métro de Budapest)
Forgách utca est une station du métro de Budapest. Elle est sur la  .